# Aeron Greyjoy
Aeron Greyjoy es un personaje ficticio de la saga de libros Canción de hielo y fuego. Aeron es un sacerdote de la Fe del Dios Ahogado, la religión de las Islas del Hierro. Es hijo de Lord Quellon Greyjoy y hermano de Balon Greyjoy, el autoproclamado Rey de las Islas del Hierro. Posee capítulos desde su punto de vista en el libro Festín de cuervos, el cuarto volumen de la saga, y está confirmado que aparecerá también en el sexto volumen, Vientos de invierno.

## Concepción y diseño
El personaje de Aeron Greyjoy describe dos etapas en su vida en la obra Festín de cuervos; en la primera, Aeron afirma haber sido un joven juerguista y atolondrado; en la segunda, tras experimentar su «renacimiento» en la Fe del Dios Ahogado, Aeron se convirtió en un hombre asceta, adusto y devoto.
Convertido en sacerdote del Dios Ahogado, Aeron porta siempre consigo una cantimplora llena de agua de mar, se viste con harapos y se dejó crecer el pelo y barba, en los cuales posee algas entretejidas.

## Historia

### Antes de la saga
Aeron narra su historia en la obra Festín de cuervos. Aeron había sido el más joven de los hijos de lord Quellon Greyjoy. Su relación más cercana era con su hermano Urrigon, el cual murió siendo joven después de practicar con Aeron la Danza del Dedo, un juego consistente en lanzar un hacha a la mano del oponente.
Aeron se describe a sí mismo en la obra como un joven estúpido y juerguista, cuya mayor afición era beber y apostar. Aeron también combatió en la Rebelión Greyjoy, donde luchó formando parte de la Flota del Hierro; Aeron naufragó junto a su barcoluengo, el Lluvia Dorada, y fue llevado a Lannisport como prisionero.
Tiempo después, naufragó y quedó varado durante días. En esos días, Aeron experimentó su «renacimiento», convirtiéndose en un devoto seguidor del Dios Ahogado, haciéndose sacerdote ermitaño y asceta.

### Choque de reyes
Aeron recibe a su sobrino Theon Greyjoy cuando éste llega a Pyke. Balon Greyjoy, ahora autoproclamado Rey de las Islas del Hierro, ordena una invasión sobre el Norte, poniendo a Theon al mando de una pequeña flota que debe atacar la Costa Pedregosa, de la cual formará parte el propio Aeron. Ya en el Norte, Aeron ordena ahogar a Benfred Tallhart después de tomar Ciudadela de Torrhen. Posteriormente, Theon toma Invernalia aprovechando que apenas se hallaba guarecida.

### Festín de cuervos
Aeron regresa a las Islas del Hierro para seguir con su labor de sacerdote, ahogando a fieles para hacerles resurgir en la Fe del Dios Ahogado. En cierto momento, Aeron se entera de que su hermano Balon ha muerto y de que debe ser escogido un nuevo Rey de las Islas del Hierro. Aeron se entera de que su hermano Euron demanda la Corona, en virtud de ser el hermano más próximo de Balon y de que a Theon se le da por muerto. Aeron no está dispuesto a que Euron sea rey y convoca una asamblea de sucesión con la esperanza de que sea su hermano Victarion el que le suceda. Aeron convoca a todos los capitanes y señores de las Islas del Hierro a las Colinas de Nagga donde será elegido el nuevo Rey.
Ya en la asamblea, sale elegido Euron por aclamación después de prometer conquistar los Siete Reinos usando los dragones de Daenerys Targaryen. Aeron anuncia entonces sus intenciones de levantar a los Hombres del Hierro contra Euron y se marcha con destino desconocido.